# Oahukruiper
De oahukruiper (Paroreomyza maculata) is een zangvogel uit de familie Fringillidae (vinkachtigen). De vogel werd in 1850 door Jean Cabanis geldig beschreven. Het is een ernstig bedreigde, endemische vogelsoort op Oahu, een eiland van Hawaï.

## Kenmerken
De vogel is 11 cm lang. Het is een zangvogel die lijkt op een boszanger; de vogel is geel van onder en olijfgroen van boven met een donkere oorstreek en een lichte wenkbrauwstreep. De vogel lijkt op de ingevoerde Japanse brilvogel (Zosterops japonicus), maar die heeft een duidelijke oogring.

## Verspreiding en leefgebied
Deze soort is endemisch op Oahu, een eiland van Hawaï. Het leefgebied bestaat uit de laatste resten vochtig, inheems hellingbos tussen de 300 en 650 m boven zeeniveau.

## Status
De oahukruiper heeft een zeer klein verspreidingsgebied en daardoor is de kans op uitsterven zeer groot. De laatste bevestigde waarneming dateert van 12 december 1985, daarna zijn er alleen nog vage aanwijzingen dat de vogelsoort niet is uitgestorven. Het leefgebied is erg versnipperd, maar nog niet geheel verdwenen. Men neemt aan dat ook andere factoren zoals vogelmalaria een negatieve invloed hebben op het voorkomen van deze soort. De grootte van de populatie werd in 2012 door BirdLife International ingeschat op de laagste categorie (minder dan 50 individuen). Om deze redenen staat deze soort als ernstig bedreigd (kritiek) op de Rode Lijst van de IUCN.